# Dan Bramble
Daniel Bramble (ur. 14 października 1990) – brytyjski lekkoatleta specjalizujący się w skoku w dal.
W 2015 bez awansu do finału startował na mistrzostwach świata w Pekinie (2015). Szósty zawodnik światowego czempionatu w hali z Portland (2016).
Złoty medalista mistrzostw Wielkiej Brytanii oraz reprezentant kraju w drużynowych mistrzostwach Europy.
Rekordy życiowe: stadion – 8,21 (18 kwietnia 2015, Clermont); hala – 8,14 (20 marca 2016, Portland).

## Osiągnięcia
| Rok  | Impreza                                 | Miejsce    | Pozycja           | Wynik |
| ---- | --------------------------------------- | ---------- | ----------------- | ----- |
| 2015 | Superliga drużynowych mistrzostw Europy | Czeboksary | 8. miejsce        | 7,61  |
| 2015 | Mistrzostwa świata                      | Pekin      | el. – 18. miejsce | 7,83  |
| 2016 | Halowe mistrzostwa świata               | Portland   | 6. miejsce        | 8,14  |
| 2016 | Mistrzostwa Europy                      | Amsterdam  | –                 | DNS   |
| 2017 | Halowe mistrzostwa Europy               | Belgrad    | el. – 12. miejsce | 7,64  |
| 2017 | Superliga drużynowych mistrzostw Europy | Lille      | 1. miejsce        | 8,00  |
| 2018 | Igrzyska Wspólnoty Narodów              | Gold Coast | 5. miejsce        | 7,94  |
| 2018 | Mistrzostwa Europy                      | Berlin     | 6. miejsce        | 7,90  |